# جاكوب كوتريرا
جاكوب آرني كوتريرا (بالإنجليزية: Jacob Arnie Cutrera)‏ هو مدافع كرة قدم أمريكية في الرابطة الوطنية لكرة القدم، تعاقد فريق جاكسونفيل جاغوارز معه كلاعب حر في عام 2010، لعب كرة القدم الجامعية في ولاية لويزيانا .

## حياته المهنية

### جاكسونفيل جاغوارز
تعاقد جاكسونفيل جاغوارز مع جاكوب كلاعب حر بعد <i>سحب دوري كرة القدم الأمريكية لعام 2010</i> . قام جاكوب واثنان آخران من اللاعبين الأحرار بعمل قائمة ليوم افتتاح جاكسونفيل جاغوارز.

### تامبا باي بوكانيرز
في 11 أوكتوبر 2011، تعاقد تامبا باي بوكانيرز معه، أنتهى عقده مع الفريق في 27 أغسطس 2013. 

## الحياة الشخصية
يقيم في لافاييت، لويزيانا ، التحق بمدرسة أكاديانا الثانوية في لافاييت، لويزيانا .

## روابط خارجية
- سيرة تامبا باي بوكانيرز الذاتية نسخة محفوظة 22 أغسطس 2013 على موقع واي باك مشين.
- سيرة جاكسونفيل جاغوارز الذاتية
- سيرة إل أس يو تايغرز الذاتية نسخة محفوظة 16 أكتوبر 2012 على موقع واي باك مشين.